# Aapravasi Ghat
Aapravasi Ghat (tiếng Hindi: आप्रवासी घाट) là một tổ hợp các tòa nhà ở Port Louis, nằm ở phía Đông của vịnh Trou Fanfaron, bờ Tây của đảo Mauritius, thuộc quốc đảo Mauritius trên Ấn Độ Dương. Đây là địa điểm lịch sử, một khu vực nhập cư, thuê lao động của các lao động từ Ấn Độ với chính phủ thuộc địa Anh cuối thế kỷ 19, đầu thế kỷ 20. Sau đó, lượng lao động ở đây sẽ được sử dụng trong các trang trại trồng mía tại đảo hoặc được phân bổ đến các vùng đất thuộc địa khác bao gồm Reunion, Australia, Nam Phi, Đông Phi hay vùng Caribe. Quá trình di cư, nhập cảnh của các lao động từ Ấn Độ là một dấu ấn sâu sắc ảnh hưởng tới xã hội của quốc gia này, họ hiện chiếm một tỉ lệ lớn trong tổng dân số của Mauritius (khoảng 68%), trở thành cột mốc lịch sử và văn hóa bản địa.
Hiện tại, quần thể này chỉ còn khoảng một phần ba so với ban đầu được bảo vệ như là một đài tưởng niệm quốc gia, là di sản quốc gia của Mauritius. Năm 2006, Aapravasi Ghat được UNESCO đưa vào danh sách di sản thế giới, và khu vực đang được tiến hành để khôi phục lại các tòa nhà thế kỷ 19. Quần thể bao gồm 6 tòa nhà là các tòa nhà dịch vụ, các tòa nhà văn phòng ký kết hợp đồng lao động, nhà kho, bệnh viện, tòa án cùng với một bức tường phòng thủ, tất cả đều được xây bằng đá và vôi vữa. Chúng được sử dụng từ năm 1870 đến năm 1923 sau đó được sử dụng với mục đích khác. Trong những năm 70 của thế kỷ 20, do có tuyến đường cao tốc chạy qua nên một phần của khu vực đã bị phá hủy. Năm 1990, phần còn lại được lưu giữ như là một đài kỉ niệm.